# Charles Januarius Acton

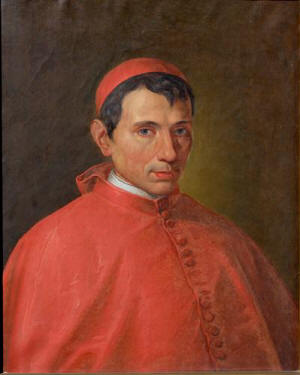
Charles Januarius Kardinal Acton

Actons Kardinalwappen

Charles Januarius Edward Acton (* 6. März 1803 in Neapel; † 23. Juni 1847 ebenda) war ein italienischer Kardinal mit englischen Vorfahren.

## Leben
Er war der zweite Sohn von Sir John Francis Edward Acton, 6. Baronet von Aldenhan Hall, und Mary Anne Acton, dessen Nichte. Sein Taufname war Charles Januarius Edward. Die Familie stammte aus England, war jedoch zum römisch-katholischen Glauben konvertiert und übersiedelte daher kurz vor seiner Geburt nach Neapel. Sein Vater war Premierminister und Oberkommandierender des Königreichs Neapel. Sein Neffe war der bedeutende englische Historiker Lord Acton.
Er wurde als Engländer erzogen, und nach dem Tod des Vaters 1811 wurden er und sein älterer Bruder Ferdinand Richard auf eine Schule in der Nähe von London geschickt, die von einem Abbé Auéqué geleitet wurde. Danach gingen die Brüder auf die Westminster School, wo auf ihre Glaubensausrichtung Rücksicht genommen werden sollte. Im Jahr 1819 wechselten sie auf das Magdalen College in Cambridge, um dort ihre Ausbildung zu vervollständigen. Im Alter von zwanzig Jahren zog Charles nach Rom und trat in die Academia Ecclesiastica ein. Die Priesterweihe empfing er 1827. Eine seiner Arbeiten weckte das Interesse des Kardinalstaatssekretärs Giulio Maria della Somaglia. Papst Leo XII. ernannte ihn im Juni 1827 zum Kammerherr Seiner Heiligkeit und entsandte ihn 1828 als Sekretär in die Pariser Nuntiatur. Papst Pius VIII. ernannte ihn zum Legaten in Bologna. Nach dem Ende des kurzen Pontifikats Pius’ VIII. reiste er 1829 nach England, wo er die Eheschließung seiner Schwester mit Sir Richard Throckmorton vollzog. Papst Gregor XVI. ernannte ihn am 2. Februar 1837 zum Auditor der Apostolischen Kammer.
Im Konsistorium vom 18. Februar 1839 wurde Charles Januarius Acton zum Kardinal in pectore erhoben, dies veröffentlichte der Papst im Konsistorium vom 24. Januar 1842, und Kardinal Acton wurde am 27. Januar desselben Jahres Kardinalpriester der Titelkirche Santa Maria della Pace. 1840 war er maßgeblich an der Begründung von acht Apostolischen Vikariaten in England und Schottland beteiligt. Der Papst übertrug ihm alle wichtigen Aufgaben, die in Beziehung zu Großbritannien standen. Ferner war er 1845 am Gespräch des Papstes mit Zar Nikolaus I. von Russland als Dolmetscher beteiligt. Charles Januarius Acton nahm am Konklave 1846 teil, das Pius IX. zum Papst wählte. Am 21. Dezember 1846 wechselte er zur Titelkirche San Marco und wurde einen Tag später zum Präfekt der Kongregation für Ablässe und die heiligen Reliquien ernannt.
Da seine Gesundheit angegriffen war, zog er sich nach Palermo und dann nach Neapel zurück. Das Ansinnen des Königs, Erzbischof von Neapel zu werden, lehnte Kardinal Acton mit Rücksicht auf seinen Gesundheitszustand ab. Er starb im Juni 1847 im Haus der Jesuiten in seiner Geburtsstadt an Malaria und wurde in der Kathedrale von Neapel beigesetzt.